# Берклі (Міссурі)
Берклі (англ. Berkeley) — місто (англ. city) в США, в окрузі Сент-Луїс штату Міссурі. Населення — 8228 осіб (2020).

## Географія
Берклі розташоване за координатами 38°44′36″ пн. ш. 90°20′9″ зх. д. / 38.74333° пн. ш. 90.33583° зх. д. (38.743412, -90.335875).  За даними Бюро перепису населення США в 2010 році місто мало площу 12,89 км², з яких 12,88 км² — суходіл та 0,01 км² — водойми.

## Демографія
Згідно з переписом 2010 року, у місті мешкало 8978 осіб у 3275 домогосподарствах у складі 2310 родин. Густота населення становила 697 осіб/км².  Було 3776 помешкань (293/км²).
Расовий склад населення:
| - 81,8 % — чорних або афроамериканців - 14,3 % — білих - 0,4 % — азіатів - 0,2 % — корінних американців - 0,1 % — вихідців з тихоокеанських островів - 1,6 % — осіб інших рас |

До двох чи більше рас належало 1,7 %. Частка іспаномовних становила 3,5 % від усіх жителів.
За віковим діапазоном населення розподілялося таким чином: 30,5 % — особи молодші 18 років, 58,7 % — особи у віці 18—64 років, 10,8 % — особи у віці 65 років та старші. Медіана віку мешканця становила 32,3 року. На 100 осіб жіночої статі у місті припадало 81,6 чоловіків;  на 100 жінок у віці від 18 років та старших — 73,8 чоловіків також старших 18 років.
Середній дохід на одне домашнє господарство  становив 44 968 доларів США (медіана — 33 776), а середній дохід на одну сім'ю — 46 548 доларів (медіана — 43 438). Медіана доходів становила 35 865 доларів для чоловіків та 31 730 доларів для жінок. За межею бідності перебувало 25,4 % осіб, у тому числі 42,8 % дітей у віці до 18 років та 11,7 % осіб у віці 65 років та старших.
Цивільне працевлаштоване населення становило 3846 осіб. Основні галузі зайнятості: освіта, охорона здоров'я та соціальна допомога — 23,2 %, мистецтво, розваги та відпочинок — 15,2 %, науковці, спеціалісти, менеджери — 15,1 %.